# Alexandre Lefèvre
Pour les articles homonymes, voir Lefèvre.
Alexandre Lefèvre est un homme politique français né le 28 novembre 1834 à Ercheu (Somme) et décédé le 22 janvier 1914 à Nogent-sur-Marne (Val-de-Marne).
Directeur d'institution scolaire à Montreuil-sous-Bois, puis à Vincennes, il est conseiller municipal de Montreuil-sous-Bois, puis conseiller général du canton de Vincennes de 1878 à 1891 et sénateur de la Seine de 1891 à 1914, inscrit au groupe de la Gauche démocratique. Il a été questeur du Sénat.

## Sources
- « Alexandre Lefèvre », dans le Dictionnaire des parlementaires français (1889-1940), sous la direction de Jean Jolly, PUF, 1960 [détail de l’édition]